# Oxyathres xứ Ba Tư

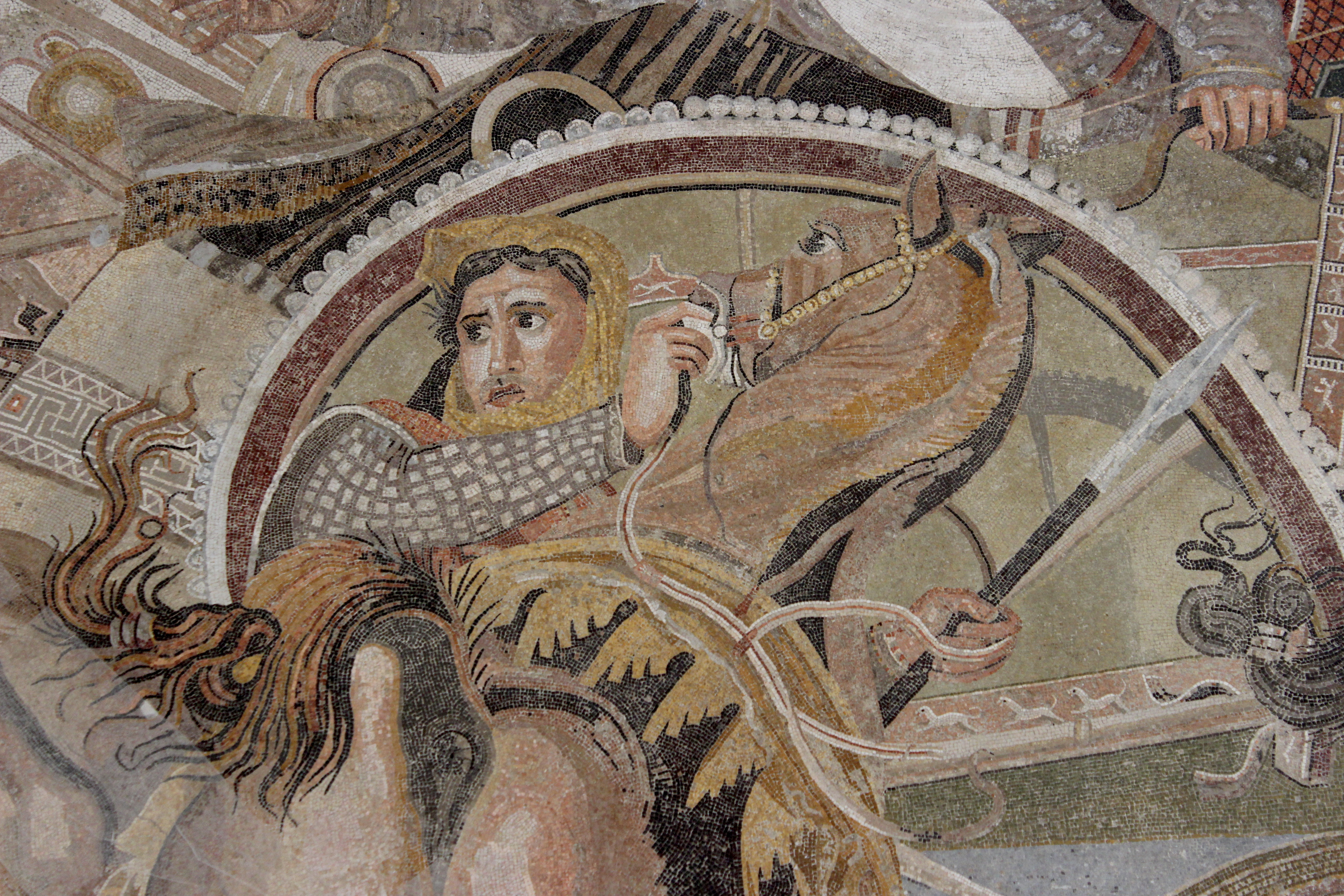
Oxyathres trên bức hoạ khảm Alexander Mosaic

Oxyathres (tiếng Hy Lạp cổ: Οξυάθρης; tiếng Tư cổ đại Ba Tư cổ Vaxšuvarda; từng sống vào thế kỷ thứ 4 trước Công Nguyên) là một người anh em của Hoàng đế Ba Tư Darius III Codomannus. Trong trận chiến Issus năm 333 trước Công Nguyên, ông tham gia bảo vệ Hoàng đế khi kỵ binh của Macedonia dưới quyền chỉ huy của chính Đại đế Alexander tấn công. Bức tranh khảm Alexander Mosaic được tìm thấy tại Pompeii mô tả về trận chiến này.
Sau đó Oxyathres hộ tống Darius trốn chạy đến Bactria. Nơi đây ông bị rơi vào tay của Alexander, nhưng được đối xử hết sức hậu đãi. Oxyathres thậm chí còn được phong tước. Alexander sau đó giao cho ông nhiệm vụ trừng phạt Bessus vì tội mưu giết Darius. Ông cũng là cha của nữ hoàng Amastris xứ Heraclea.
Một lời tường thuật về Oxyathres tại Trận chiến Issus:
Người anh em của Darius, Oxyathres, khi nhìn thấy Alexander hạ gục Darius đã điều chuyển kỵ binh dưới quyền chỉ huy của chính mình ra ngay trước chiến xa của nhà vua. Oxyathres vượt xa các đồng đội của mình về sự lộng lẫy của đôi tay và sức mạnh thể chất, và có rất ít người có thể sánh được với lòng dũng cảm và sự tận tâm của ông dành cho Darius. Đặc biệt, trong cuộc giao tranh đó, Oxyathres đã giành được chiến thắng chắc nịch khi hạ gục một số những người Macedonia đang liều lĩnh lao về phía trước và khiến những kẻ khác phải bỏ chạy.— Quintius Curtius Rufus, 3.11.8